# UFC 125
UFC 125: Resolution foi um evento de MMA realizado pelo Ultimate Fighting Championship em 1 de janeiro de 2011 no MGM Grand Garden Arena, em Las Vegas, nos Estados Unidos.

## Resultados
Nota 1 Pelo Cinturão Peso-Leve do UFC.

Nota 2 Silva havia vencido por Decisão Unânime, mas falsificou o exame antidoping após a luta.

## Bônus da Noite
Lutadores receberam um bônus de US$60 000.
- Luta da Noite:  Frankie Edgar vs.  Gray Maynard
- Nocaute da Noite:  Jeremy Stephens
- Finalização da Noite:  Clay Guida